# Kwartierschout
De kwartierschout was vanaf de late middeleeuwen de hoogste functionaris in de Meierij van 's-Hertogenbosch voor elk van de vier kwartieren, namelijk die van Maasland, Kwartier van Oisterwijk, Peelland en Kempenland. Het ambt werd aanvankelijk door vooraanstaande ministerialen uitgeoefend, en later door adel uit de Meierij.
De kwartierschout nam een middelbare positie in tussen de lokale schouten en de in 's-Hertogenbosch zetelende hoogschout, die over de gehele Meierij ging en recht sprak over zeer belangrijke kwesties.